# Ловориковац
Ловориковац је мало ненасељено острвце у хрватском делу Јадранског мора.
Ловориковац се налази источно од залива Сутвид на полуострву Пељешцу. Површина острвца износи 0,061 км². Дужина обалске линије је 1,08 км.. Највиша тачка на острву је висока 22 м.